# Erastria rubra
Erastria rubra är en fjärilsart som beskrevs av W. Warren 1903. Erastria rubra ingår i släktet Erastria och familjen mätare. Inga underarter finns listade i Catalogue of Life.